# 艾伦·鲍尼斯
艾伦·鲍尼斯爵士（英語：Sir Alan Bowness，1928年1月11日—2021年3月1日），英国艺术史家、艺术评论家。泰特美術館前馆长。

## 生平
1928年出生于伦敦北部的芬奇利，曾就读于汉普斯特德大学学院学校，二战结束后从事战后救济工作。1950年至1953年就读于剑桥大学唐宁学院。1953年至1955年，在倫敦大學科陶德藝術學院攻读研究生，研究19世纪法国美术。1957年开始留校任教，期间在《观察家报》等刊物发表艺术评论文章。1967年成为讲师，1978年晋升教授。1980年至1988年担任泰特美術館馆长。1984年，他组织设立了特纳奖。
2021年3月1日在伦敦的家中逝世。

## 家庭
1957年，他与雕塑家芭芭拉·赫普沃斯和画家本·尼克尔森的女儿莎拉·赫普沃斯-尼克尔森结婚。